# 만주파 (조선로동당)
만주파(滿洲派) 또는 빨치산파는 조선민주주의인민공화국의 건국과 이후 권력투쟁 과정에서 성립된 정치 파벌로, 김일성과 함께 동북항일연군에서 항일유격대 활동을 한 인물들이 구성한 조선로동당의 초기 정파를 가리킨다. 김일성이 지휘했던 부대인 동북항일연군 1로군 제6사에서 활동하지 않은 동북항일연군의 요인들 중에서도 최용건 같이 만주파로 여겨지는 인물들이 있다. 만주파라는 이름은 북한연구의 권위자로 알려진 와다 하루키 교수가 사용하였다.
빨치산파라고 하면 넓은 의미의 갑산파와도 때로 통용되지만, 보통은 함경남도에서 조국광복회 조직을 통해 김일성 세력에 합류한 리효순, 박금철 등 갑산파 핵심 인물들을 제외한 순수 항일유격대 출신 그룹을 말하는 경우가 대부분이다. 이때의 빨치산파는 일찍부터 동북항일연군 등에서 김일성과 함께 활동한 김일성의 친위 세력을 가리키며, 김일성파로 불리기도 한다.
이들은 상대적 소수였으나 해방 이후 북조선에서 김일성을 중심으로 하여 집권 세력으로 부상했으며, 무장 투쟁 경험을 살려 군부와 보안 분야 등에도 대거 진출했다. 이후 남로당파와 국내파, 소련파, 연안파, 좁은 의미의 갑산파 등 여타 세력을 차례로 축출하고 북조선의 최종적 집권세력으로 남았다. 그 이래로 이들은 북한의 정치·군사 분야를 이끌어가는 핵심세력이 되었으며 북한의 현대사는 김일성과 만주파를 따로 떼어놓고 생각할 수 없다. 김정일의 후계 구도 확립과 집권에도 이들 빨치산파 원로 그룹의 전폭적인 지지가 큰 역할을 했던 것으로 알려져 있다.

## 인물
- 김일성
- 최용건
- 김책
- 김일
- 강건
- 안길
- 김광협
- 김경석
- 최현
- 류경수
- 리영호
- 석산
- 오진우
- 최광
- 최용진
- 김창봉
- 서철

## 참고자료
- 이종석 (1997). 《조선로동당연구》. 서울: 역사비평사. ISBN 9788976961068.
- 서동만 (2005). 《북조선사회주의 체제성립사 1945-1961》. 서울: 도서출판선인. ISBN 9788989205890.
- 손광주 (2003). 《김정일 리포트》. 서울: 바다출판사. ISBN 9788955612073.

## 같이 보기
- 8월 종파 사건